# Lincolnshire (Kentucky)
Lincolnshire és una població dels Estats Units a l'estat de Kentucky. Segons el cens del 2000 tenia 154 habitants.

## Demografia
Segons el cens del 2000, Lincolnshire tenia 154 habitants, 61 habitatges, i 43 famílies. La densitat de població era de 1.486,5 habitants/km².
Dels 61 habitatges en un 24,6% hi vivien nens de menys de 18 anys, en un 65,6% hi vivien parelles casades, en un 3,3% dones solteres, i en un 27,9% no eren unitats familiars. En el 23% dels habitatges hi vivien persones soles l'11,5% de les quals corresponia a persones de 65 anys o més que vivien soles. El nombre mitjà de persones vivint en cada habitatge era de 2,52 i el nombre mitjà de persones que vivien en cada família era de 3.
Per edats la població es repartia de la següent manera: un 18,2% tenia menys de 18 anys, un 9,1% entre 18 i 24, un 21,4% entre 25 i 44, un 31,2% de 45 a 60 i un 20,1% 65 anys o més.
L'edat mediana era de 46 anys. Per cada 100 dones de 18 o més anys hi havia 103,2 homes.
La renda mediana per habitatge era de 66.667 $ i la renda mediana per família de 66.250 $. Els homes tenien una renda mediana de 51.250 $ mentre que les dones 26.250 $. La renda per capita de la població era de 29.200 $. Entorn del 3,9% de les famílies i el 5,2% de la població estaven per davall del llindar de pobresa.

## Poblacions més properes
El següent diagrama mostra les poblacions més properes.